# Psalidoma
Psalidoma là một chi bọ cánh cứng trong họ Chrysomelidae.
Chi này được miêu tả khoa học năm 1899 bởi Spaeth.

## Các loài
Chi này gồm các loài:
- Psalidoma holubi Spaeth, 1899